# Михайло Созанський
Михайло Адам Сильверійович Созанський (пол. Michał Adam Sozański) — польський художник. Малював переважно в техніці акварелі.

## Біографія
Був учнем польського художника Леонарда Марконі.
Мешкав у Львові. У червні 1907 року малював пейзажі навколо Яремча.